# Торбести гъби
Торбести гъби или аскомицети (Ascomycota) са тип гъби. Те са предимно многоклетъчни. Образуват спори в специални торбички, откъдето идва и името на отдела. Торбестите са около 75% от всички гъби. Към тях спадат видовете: дрожди (или квасни гъбички), плесени, мораво рогче, керино ухо и др. Те са основно сапрофити, но има и видове, които паразитират по растения. 

## Дрожди
Дрождите са вид торбести гъби. Те са от едноклетъчен мицел и се размножават чрез пъпкуване.
Зрялата клетка се дели и дава начало на няколко дъщерни клетки, които остават свързани с майчината клетка дълго време до разпадане на колонията.

## Класификация
Тип Торбести гъби
- Подтип Pezizomycotina
  - Клас Arthoniomycetes
  - Клас Dothideomycetes
  - Клас Eurotiomycetes
  - Клас Geoglossomycetes
  - Клас Laboulbeniomycetes
  - Клас Lecanoromycetes
  - Клас Leotiomycetes
  - Клас Lichinomycetes
  - Клас Orbiliomycetes
  - Клас Pezizomycetes
  - Клас Sordariomycetes
- Подтип Saccharomycotina
  - Клас Saccharomycetes
- Подтип Taphrinomycotina
  - Клас Neolectomycetes
  - Клас Pneumocystidomycetes
  - Клас Schizosaccharomycetes
  - Клас Taphrinomycetes